# No Prayer on the Road
No Prayer on the Road – trasa koncertowa heavymetalowego zespołu Iron Maiden, która trwała od 19 września 1990 roku do 21 września 1991 roku i obejmowała koncerty na trzech kontynentach, w 22 krajach – po raz pierwszy zespół wystąpił zarówno w Irlandii Południowej, jak i Północnej. Była to pierwsza trasa z udziałem gitarzysty Janicka Gersa, który zastąpił Adriana Smitha. Po niezwykle spektakularnych, ogromnych koncertach w minionej dekadzie, muzycy w odpowiedzi na medialne oskarżenia o „sceniczne efekciarstwo”, postanowili powrócić do korzeni, prezentując show oparte wyłącznie o podstawowe wyposażenie sceniczne (poza efektownymi światłami), dając serię koncertów w kameralnych salach brytyjskich miast. Etap ten nosił nazwę „Intercity Express Tour”. Supportem na tej części trasy była obiecująca grupa Wolfsbane, frontmanem której okazał się sam Blaze Bayley – w przyszłości zastępca Bruce’a Dickinsona w Iron Maiden.
Gościem specjalnym trasy po Europie i USA była amerykańska formacja Anthrax. Amerykanie ten etap kariery wspominali jako jedno z najlepszych wydarzeń, w którym brali udział. Koncerty zostały całkowicie wyprzedane, ale 7 z nich musiało zostać anulowanych ze względu na problemy zdrowotne muzyków. 33 koncerty na terytorium Europy kontynentalnej zobaczyło aż 530 tys. widzów zaś w każdym z obiektów grupa ustanowiła rekord frekwencji. Iron Maiden występowali w ogromnych arenach sportowych, byli gwiazdą „Roskilde Festival”, na który przybyło ponad 65 tys. widzów, zaś dwa koncerty zagrane tego samego dnia na torze Bol d’Or we Francji, zgromadziły po 40 tys. widzów. Według muzyków koncerty zagrane w latach 1990/91 można uznać za jedne z najbardziej energetycznych w historii formacji. 122 występy przyciągnęły blisko 2,5 miliona widzów.

## Supporty
- Anthrax – koncerty w Europie i Ameryce Północnej[3].
- Wolfsbane – „Intercity Express Tour'90”, UK[3].
- King’s X – koncerty w Niemczech i Belgii[3].
- The Almighty – UK, letnie festiwale[3].

## Setlista
- Introdukcja: soundtrack do filmu „633 Squadron”, wszystkie koncerty trasy.

1. „Tailgunner” (z albumu No Prayer for the Dying, 1990)
2. „Public Enema Number One” (z albumu No Prayer for the Dying, 1990)
3. „Wrathchild” (z albumu Killers, 1981)
4. „Die with Your Boots On” (z albumu Piece of Mind, 1983)
5. „Hallowed Be Thy Name” (z albumu The Number of the Beast, 1982)
6. „22 Acacia Avenue” (z albumu The Number of the Beast, 1982)
7. „Holy Smoke” (z albumu No Prayer for the Dying, 1990)
8. „The Assassin” (z albumu No Prayer for the Dying, 1990)
9. „No Prayer for the Dying” (z albumu No Prayer for the Dying, 1990)
10. „Hooks in You” (z albumu No Prayer for the Dying, 1990)
11. „The Clairvoyant” (z albumu Seventh Son of a Seventh Son, 1988)
12. „2 Minutes to Midnight” (z albumu Powerslave, 1984)
13. „The Trooper” (z albumu Piece of Mind, 1983)
14. „Heaven Can Wait” (z albumu Somewhere in Time, 1986)
15. „Iron Maiden” (z albumu Iron Maiden, 1980)

Bisy:
1. „The Number of the Beast” (z albumu The Number of the Beast, 1982)
2. „Bring Your Daughter… to the Slaughter” (z albumu No Prayer for the Dying, 1990)
3. „Run to the Hills” (z albumu The Number of the Beast, 1982)
4. „Sanctuary” (z albumu Iron Maiden, 1980)

Uwagi:
- „Hooks In You” (z albumu No Prayer for the Dying, 1990) oraz „The Assassin” (z albumu No Prayer for the Dying, 1990) nie zagrano na trasie po USA (1991)[4].
- „The Prisoner” (z albumu The Number of the Beast, 1982) i „The Evil That Men Do” (z albumu Seventh Son of a Seventh Son, 1988) zastąpiły „Hooks In You” (z albumu No Prayer for the Dying, 1990), „The Assassin” (z albumu No Prayer for the Dying, 1990) oraz „Holy Smoke” (z albumu No Prayer for the Dying, 1990), podczas letniego tournee (festiwale oraz Bol d’Or)[4].

## Oprawa trasy
Trasa koncertowa „No Prayer on the Road” charakteryzowała się najskromniejszą, wręcz ascetyczną oprawą, jaką zespół zaprezentował publiczności od czasów ostatnich koncertów z Paulem Di’Anno we wrześniu 1981 roku. Całkowicie zrezygnowano z jakichkolwiek rekwizytów, rozbudowanej scenografii i dodatkowych dekoracji. Nie było również pirotechniki. W głębi estrady, po obu stronach perkusyjnego podium, ustawiono rzędy kolumn zwieńczonych wzmacniaczami „Marshall”. Stanowiło to całkowite przeciwieństwo wszystkich tras z lat 1982–1988, na potrzeby których zespół woził ze sobą coraz bardziej monumentalną scenografię.
Muzycy oraz management, nawiązując do niezwykle surowego brzmienia nowego albumu, pragnęli odzwierciedlić nową jakość estetyczną również w odniesieniu do skromniejszej prezentacji koncertowej. Członkowie grupy wybiegali na scenę pozbawieni wymyślnych, spandeksowych uniformów i ozdób, ubrani w białe adidasy i jeansy, względnie skórzane kurtki. Podest sceny pokryto tworzywem z promieniście rozchodzącymi się biało – czarnymi wstęgami, przywodzącymi na myśl ozdoby znane z cyrkowych aren. W głębi estrady zmieniały się backdropy (nawet 10 wariantów) z reprodukcjami ilustracji okładkowych znanych z poszczególnych wydawnictw grupy, co na taką skalę zespół uczynił po raz pierwszy w karierze.
Zachowano natomiast potężne oświetlenie, tworzące zwartą konstrukcję wiszącą nad estradą, imponującą rampę wyposażoną w zestawy halogenów, listwy wielokolorowych świateł zawieszonych nad karniszami ze wspomnianymi backdropami, otaczających podesty estrady, jej boczne cokoły oraz tył zestawu perkusyjnego. W sumie koncerty realizowane w pełnym wymiarze oprawy, oświetlało nawet 800 jupiterów, rzutników i stroboskopów. Oczywiście, nie mogło zabraknąć maskotki grupy – Eddiego. W wersji mobilnej ukazywał się jako trzymetrowy zombie w przebraniu fana grupy, zaś podczas utworu „Iron Maiden” w tyle estrady widniała ogromna płyta nagrobkowa, która na oczach publiczności rozpadała się na kawałki, by ukazać upiorne, potężnych wymiarów wcielenie maszkary, znane z okładki promowanego albumu No Prayer for the Dying. Nie zapomniano również o użyciu potężnego nagłośnienia, którego moc na wielu koncertach sięgała około 200 tys. watów.

## Daty trasy[5]
UWAGA! w wyniku aktualizacji danych, nazwy obiektów nie muszą się pokrywać ze stanem pierwotnym, znanym z materiałów prasowych grupy.
| Data                      | Miasto                         | Kraj                      | Obiekt                              |
| Intercity Express Tour UK | Intercity Express Tour UK      | Intercity Express Tour UK | Intercity Express Tour UK           |
| ------------------------- | ------------------------------ | ------------------------- | ----------------------------------- |
| 19 września 1990          | Milton Keynes                  | Anglia                    | Woughton Centre (Secret Show)       |
| 20 września 1990          | Southampton                    | Anglia                    | Mayflower Theatre                   |
| 21 września 1990          | Oksford                        | Anglia                    | Apollo Theatre                      |
| 23 września 1990          | Dublin                         | Irlandia                  | The Point Arena                     |
| 24 września 1990          | Belfast                        | Irlandia Północna         | King’s Hall                         |
| 26 września 1990          | Newcastle                      | Anglia                    | Newcastle City Hall                 |
| 27 września 1990          | Edynburg                       | Szkocja                   | Edinburgh Playhouse                 |
| 28 września 1990          | Aberdeen                       | Szkocja                   | Capitol Theatre                     |
| 30 września 1990          | Ayr                            | Szkocja                   | Ayr Pavilion                        |
| 1 października 1990       | Preston                        | Anglia                    | Guild Hall                          |
| 2 października 1990       | Leicester                      | Anglia                    | De Montfort Hall                    |
| 4 października 1990       | Liverpool                      | Anglia                    | Royal Court Theatre                 |
| 5 października 1990       | Hull                           | Anglia                    | Hull City Hall                      |
| 7 października 1990       | Newport                        | Walia                     | Newport Centre                      |
| 8 października 1990       | Cambridge                      | Anglia                    | Cambridge Corn Exchange             |
| 9 października 1990       | Sheffield                      | Anglia                    | Sheffield City Hall                 |
| 11 października 1990      | Derby                          | Anglia                    | Assembly Rooms                      |
| 12 października 1990      | Manchester                     | Anglia                    | O2 Apollo Manchester                |
| 14 października 1990      | Torbay                         | Anglia                    | Leisure Centre                      |
| 15 października 1990      | Poole                          | Anglia                    | Arts Centre                         |
| 16 października 1990      | Hanley                         | Anglia                    | Victoria Hall                       |
| 18 października 1990      | Londyn                         | Anglia                    | Hammersmith Odeon                   |
| Europa                    |                                |                           |                                     |
| 21 października 1990      | Barcelona                      | Hiszpania                 | Palau St. Jordi                     |
| 23 października 1990      | Cascais                        | Portugalia                | Pavilhão de Cascais                 |
| 25 października 1990      | Madryt                         | Hiszpania                 | Palacio de Deportes                 |
| 27 października 1990      | San Sebastián                  | Hiszpania                 | Estadio Anoeta                      |
| 29 października 1990      | Paryż                          | Francja                   | Le Zénith                           |
| 30 października 1990      | Paryż                          | Francja                   | Le Zénith                           |
| 1 listopada 1990          | Bruksela                       | Belgia                    | Forest National                     |
| 2 listopada 1990          | Lejda                          | Holandia                  | Groenoordhallen                     |
| 3 listopada 1990          | Lejda                          | Holandia                  | Groenoordhallen                     |
| 5 listopada 1990          | Kopenhaga                      | Dania                     | K.B. Hallen                         |
| 6 listopada 1990          | Kopenhaga                      | Dania                     | K.B. Hallen                         |
| 8 listopada 1990          | Drammen                        | Norwegia                  | Drammenshallen                      |
| 9 listopada 1990          | Göteborg                       | Szwecja                   | Scandinavium                        |
| 10 listopada 1990         | Sztokholm                      | Szwecja                   | Isstadion                           |
| 12 listopada 1990         | Helsinki                       | Finlandia                 | Helsinki Ice Hall                   |
| 15 listopada 1990         | Berlin                         | Niemcy                    | Deutschlandhalle                    |
| 17 listopada 1990         | Berno                          | Szwajcaria                | Bern Expo                           |
| 18 listopada 1990         | Mediolan                       | Włochy                    | Palatrussardi                       |
| 19 listopada 1990         | Florencja                      | Włochy                    | Palasport                           |
| 20 listopada 1990         | Rzym                           | Włochy                    | Palaeur                             |
| 21 listopada 1990         | Treviso                        | Włochy                    | Palasport                           |
| 23 listopada 1990         | Saarbrücken                    | Niemcy                    | Saarlandhalle                       |
| 24 listopada 1990         | Grenoble                       | Francja                   | Summum Arena                        |
| 25 listopada 1990         | Tuluza                         | Francja                   | Sport Palais                        |
| 26 listopada 1990         | Marsylia                       | Francja                   | Arena Marselie                      |
| 29 listopada 1990         | Turyn                          | Włochy                    | Olympic Arena                       |
| 30 listopada 1990         | Turyn                          | Włochy                    | Olympic Arena                       |
| 3 grudnia 1990            | Monachium                      | Niemcy                    | Rudi-Sedlmayer-Halle                |
| 4 grudnia 1990            | Stuttgart                      | Niemcy                    | Martin-Schleyer-Halle               |
| 5 grudnia 1990            | Würzburg                       | Niemcy                    | Carl-Diem-Halle                     |
| 7 grudnia 1990            | Brema                          | Niemcy                    | Stadthalle                          |
| 8 grudnia 1990            | Hanower                        | Niemcy                    | Hallenstadion                       |
| 11 grudnia 1990           | Edynburg                       | Szkocja                   | Ingliston Exhibition & Trade Centre |
| 13 grudnia 1990           | Whitley Bay                    | Anglia                    | Whitley Bay Ice Rink                |
| 14 grudnia 1990           | Birmingham                     | Anglia                    | NEC Arena                           |
| 15 grudnia 1990           | Birmingham                     | Anglia                    | NEC Arena                           |
| 17 grudnia 1990           | Londyn                         | Anglia                    | Wembley Arena                       |
| 18 grudnia 1990           | Londyn                         | Anglia                    | Wembley Arena                       |
| 20 grudnia 1990           | Genk                           | Belgia                    | Limburghal                          |
| 21 grudnia 1990           | Dortmund                       | Niemcy                    | Westfalenhallen                     |
| 22 grudnia 1990           | Frankfurt                      | Niemcy                    | Festhalle Frankfurt                 |
| Ameryka Północna          |                                |                           |                                     |
| 13 stycznia 1991          | Halifax, Nowa Szkocja          | Kanada                    | Halifax Metro Centre                |
| 15 stycznia 1991          | Montreal, Quebec               | Kanada                    | Forum de Montréal                   |
| 16 stycznia 1991          | Quebec, Quebec                 | Kanada                    | Colisée Pepsi                       |
| 18 stycznia 1991          | Toronto, Ontario               | Kanada                    | Maple Leaf Gardens                  |
| 19 stycznia 1991          | Rochester, Nowy Jork           | Stany Zjednoczone         | War Memorial                        |
| 21 stycznia 1991          | East Rutherford, New Jersey    | Stany Zjednoczone         | Brendan Byrne Arena                 |
| 22 stycznia 1991          | Albany, Nowy Jork              | Stany Zjednoczone         | Knickerbocker Arena                 |
| 23 stycznia 1991          | Worcester, Massachusetts       | Stany Zjednoczone         | DCU Center                          |
| 25 stycznia 1991          | Providence, Rhode Island       | Stany Zjednoczone         | Dunkin’ Donuts Center               |
| 26 stycznia 1991          | New Haven, Connecticut         | Stany Zjednoczone         | New Haven Coliseum                  |
| 28 stycznia 1991          | Springfield, Maine             | Stany Zjednoczone         | Maine Coliseum                      |
| 29 stycznia 1991          | Filadelfia, Pensylwania        | Stany Zjednoczone         | Spectrum Center                     |
| 31 stycznia 1991          | Pittsburgh, Pensylwania        | Stany Zjednoczone         | Pittsburg Center                    |
| 1 lutego 1991             | Fairfax, Wirginia              | Stany Zjednoczone         | Coliseum                            |
| 2 lutego 1991             | Charleston, Wirginia Zachodnia | Stany Zjednoczone         | Charleston Palace                   |
| 4 lutego 1991             | Auburn Hills, Michigan         | Stany Zjednoczone         | The Palace of Auburn Hills          |
| 5 lutego 1991             | Cleveland, Ohio                | Stany Zjednoczone         | Richfield Coliseum                  |
| 6 lutego 1991             | Cincinnati, Ohio               | Stany Zjednoczone         | Cincinnati Gardens                  |
| 8 lutego 1991             | Miami, Floryda                 | Stany Zjednoczone         | Miami Arena                         |
| 9 lutego 1991             | Orlando, Floryda               | Stany Zjednoczone         | Amway Arena                         |
| 10 lutego 1991            | Tampa, Floryda                 | Stany Zjednoczone         | Tampa Forum                         |
| 12 lutego 1991            | Atlanta, Georgia               | Stany Zjednoczone         | Omni Stadium                        |
| 15 lutego 1991            | Houston, Teksas                | Stany Zjednoczone         | The Summit Arena                    |
| 16 lutego 1991            | Dallas, Teksas                 | Stany Zjednoczone         | Fairgrounds Center                  |
| 17 lutego 1991            | San Antonio, Teksas            | Stany Zjednoczone         | Convention Center Arena             |
| 19 lutego 1991            | San Diego, Kalifornia          | Stany Zjednoczone         | Sports Arena                        |
| 20 lutego 1991            | Long Beach, Kalifornia         | Stany Zjednoczone         | Long Beach Arena                    |
| 22 lutego 1991            | Long Beach, Kalifornia         | Stany Zjednoczone         | Long Beach Arena                    |
| 23 lutego 1991            | Phoenix, Arizona               | Stany Zjednoczone         | Compton Terrace                     |
| 24 lutego 1991            | Albuquerque, Nowy Meksyk       | Stany Zjednoczone         | Tingley Coliseum                    |
| 25 lutego 1991            | Denver, Kolorado               | Stany Zjednoczone         | McNichols Sports Arena              |
| 27 lutego 1991            | Kansas City, Missouri          | Stany Zjednoczone         | Kemper Arena                        |
| 28 lutego 1991            | Sioux Falls, Dakota Południowa | Stany Zjednoczone         | Dakotta Amphitheater                |
| 1 marca 1991              | Minneapolis, Missisipi         | Stany Zjednoczone         | Target Center                       |
| 3 marca 1991              | Saint Louis, Missouri          | Stany Zjednoczone         | Missouri Auditorium                 |
| 4 marca 1991              | Rosemont, Illinois             | Stany Zjednoczone         | Rosemont Horizon                    |
| 6 marca 1991              | Winnipeg, Manitoba             | Kanada                    | Winnipeg Arena                      |
| 7 marca 1991              | Saskatoon, Saskatchewan        | Kanada                    | Credit Union Centre                 |
| 8 marca 1991              | Edmonton, Alberta              | Kanada                    | Agri Dome                           |
| 10 marca 1991             | Salem, Oregon                  | Stany Zjednoczone         | Armory Auditorium                   |
| 11 marca 1991             | Seattle, Waszyngton            | Stany Zjednoczone         | Seattle Center Coliseum             |
| 13 marca 1991             | Sacramento, Kalifornia         | Stany Zjednoczone         | ARCO Arena                          |
| 14 marca 1991             | Daly City, Kalifornia          | Stany Zjednoczone         | Cow Palace                          |
| 15 marca 1991             | Bakersfield, Kalifornia        | Stany Zjednoczone         | Amphitheater Bakersfield            |
| 17 marca 1991             | Laguna Hills, Kalifornia       | Stany Zjednoczone         | Irvine Meadows Amphitheatre         |
| 18 marca 1991             | Laguna Hills, Kalifornia       | Stany Zjednoczone         | Irvine Meadows Amphitheatre         |
| 19 marca 1991             | Salt Lake City, Utah           | Stany Zjednoczone         | Salt Palace                         |
| Azja                      |                                |                           |                                     |
| 28 marca 1991             | Tokio                          | Japonia                   | NHK Hall                            |
| 29 marca 1991             | Tokio                          | Japonia                   | NHK Hall                            |
| 1 kwietnia 1991           | Saitama                        | Japonia                   | Saitama Arena                       |
| 2 kwietnia 1991           | Osaka                          | Japonia                   | Kōsei Nenkin Kaikan                 |
| 3 kwietnia 1991           | Jokohama                       | Japonia                   | Cultural Gymnasium                  |
| 5 kwietnia 1991           | Tokio                          | Japonia                   | NHK Hall                            |
| Europa                    |                                |                           |                                     |
| 29 czerwca 1991           | Roskilde                       | Dania                     | Festivalpladsen                     |
| 5 września 1991           | Zurych                         | Szwajcaria                | Hallenstadion                       |
| 6 września 1991           | Winterthur                     | Szwajcaria                | Alt Stadt Platz                     |
| 21 września 1991          | Tulon                          | Francja                   | Circuit Paul Ricard                 |
| 21 września 1991          | Tulon                          | Francja                   | Circuit Paul Ricard                 |